# ATP World of Doubles 1982
L'ATP World of Doubles 1982 è stato un torneo di tennis giocato sulla terra rossa. È stata la 7ª edizione dell'ATP World of Doubles, che fa parte del Volvo Grand Prix 1982. Si sono giocati a Sawgrass negli Stati Uniti, dal 13 al 19 settembre 1982.

## Campioni

### Doppio
Brian Gottfried /  Raúl Ramírez hanno battuto in finale  Mark Edmondson /  Kim Warwick per walkover